# Мунтян Тетяна Степанівна
Тетя́на Степа́нівна Мунтя́н (* 1968) — українська спортсменка, виступала в стрільбі з  лука, заслужений майстер спорту (1997). Дворазова чемпіонка світу зі стрільби з лука.

## З життєпису
Народилась 1968 року в Чернівцях. Закінчила чернівецьку СШ № 4; від 1973 року займалася спортивною гімнастикою; у школі відвідувала секції баскетболу та гандболу. В 5 та 6 класах займалася спортивними танцями і легкою атлетикою; на стрільбу з лука записалася у 8 класі.
Під керівництвом тренера Анатолія Єгорова за 9 місяців дійшла до рівня майстра спорту. 1985 року вперше виграла юнацьку першість УРСР, 1986-го — у складі збірної СРСР — здобула особисту перемогу на турнірі соціалістичних країн «Дружба» у Болгарії. Того ж року виконала норматив майстра спорту СРСР міжнародного класу.
У 1987 році виграла чемпіонат та Кубок СРСР, а на Олімпіаді-1988 посіла 7 індивідуальне та 4 командне місця. В складі команди була переможницею на чемпіонаті Європи-1988..
Закінчила Львівський інститут фізкультури.
1995 року у складі збірної України стала чемпіонкою світу (в приміщенні) з новим світовим рекордом.
1997 року на зимовому чемпіонаті світу в Туреччині виборола індивідуальне «золото» та командну «бронзу», а на літньому чемпіонаті світу в Канаді — командне «срібло».
1998 року перемогла серед жінок на І-му чемпіонаті світу з натуральних видів спорту в Бразилії (стрільба з лука + орієнтування + 50 км).
З 2000 року працювала «граючим» тренером клубу в Марселі (Франція).
Співзасновник фірми «TASA» (з виготовлення комплектуючих для луків).
Нагороджена орденом «За заслуги ІІІ ступеню».
2009 року працювала тренером жіночої збірної України зі стрільби з лука.
2010 року у Чернівцях з партнером Олегом Віксичем відкрили спортивно-стрілецький клуб «Старий замок».
Син Михайло Косташ (1990 р.н.) також займається стрільбою з лука, майстер спорту, 2010 року на Молодіжних іграх у Чернівцях встановив молодіжний рекорд України.